# 隆加雷斯
隆加雷斯，是西班牙阿拉贡自治区萨拉戈萨省的一个市镇。 总面积46平方公里，总人口911人（2001年），人口密度20人/平方公里。